# JPMorgan Chase
Морган (енглески: Morgan) је једна од најмоћнијих финансијских група у САД и свету, власник банкарске куће "John Pierpont Morgan and Co".
Оснивачи су Џуниус Спенсер (1813—1890) и његов син Џон Пиерпонт (1837—1913). Обогатили су се војним лиферацијама у Америчком грађанском рату 1861—1865, путем трговине и контролом железничког транспорта и пруга, а касније стварањем највећег америчког и светског челичног труста "United States steel corporation" и електротехничког концерна "General electric company".
По смрти Џ. П. Моргана млађег (1867—1943), групом руководе чланови банкарске куће повезани са "First National Bank of New York" и другим банкама. Вредност актива 1935. године била је 30,2 милијарди долара, у 1948. години 55 милијарди.
Са групом "Dipon de Namur" контролише највећи аутомобилски концерн на свету "General motors", а има доминантне положаје у многим областима производње (црна и обојена металургија, електротехника, авионска индустрија,...), као и јавног живота преко кога утиче и на јавно мњење преко радија, телевизије и штампе (Холивуд, ...), а у новије време и преко многих других мултимедијалних садржаја.
Крупан је извозник капитала и један од битнијих светских центара моћи.